# Lyons (Colorado)
Lyons is een plaats (town) in de Amerikaanse staat Colorado, en valt bestuurlijk gezien onder Boulder County.

## Demografie
Bij de volkstelling in 2000 werd het aantal inwoners vastgesteld op 1585.
In 2006 is het aantal inwoners door het United States Census Bureau geschat op 1756, een stijging van 171 (10,8%).

## Geografie
Volgens het United States Census Bureau beslaat de plaats een oppervlakte van
3,2 km², geheel bestaande uit land. Lyons ligt op ongeveer 1637 m boven zeeniveau.

## Plaatsen in de nabije omgeving
De onderstaande figuur toont nabijgelegen plaatsen in een straal van 24 km rond Lyons.